# 茂新面粉厂旧址
茂新麵粉廠舊址，是一座位於江苏省无锡市梁溪区的全国重点文物保护单位。中國近代民族資本家榮宗敬和榮德生在清朝末年提出建設麵粉廠的構想，與朱仲甫、榮瑞馨等人合資開辦無錫首家麵粉廠——保興麵粉廠，後更名為茂新面粉厂，出產兵船牌麵粉。茂新面粉厂起初面臨銷情不佳的困難，後來多次獲行，能夠在其他中國城市設廠，兵船牌麵粉亦在中國內外變得知名。到了抗日戰爭期間，茂新面粉厂遭到戰火波及，有厂房被日軍炸燬，戰後方進行重建。中華人民共和國成立後，該廠改為國營企業，易名「無錫市第一麵粉廠」，又一度因生產任務不足而轉為生產機械，後恢復使用「茂新麵粉廠」廠名和「兵船」商標。隨着各個小麥出產地不斷興建麵粉廠，無錫糧食加工業失去優勢，逐步退出市場。茂新麵粉廠在2003年關閉，但廠房較完整地保存下來，並改建為博物館。舊址在1994年列入無錫市文物保護單位，於2002年列入江蘇省文物保護單位，並在2013年列入第七批全国重点文物保护单位中的近现代重要史迹及代表性建筑。

## 歷史

### 建廠背景與過程
清朝末年，中国近代民族资本家荣宗敬和荣德生合资設立钱庄。荣德生曾在广东料理帐务，期間發現麵粉的进口量冠絕全部商品，清政府受不平等条约牽制，不能禁止麵粉进口，而且麵粉号称是洋人食品所需，故中國政府不准收关税，但事實上中國人對麵粉的需要亦颇大；他也曾經在上海经营钱庄，發現當地的两家麵粉廠到无锡的米市採購小麦，而上述採購小麦的款項為钱庄促成了大半的汇兑业务。
有鉴于這些現象，荣氏兄弟相信在无锡開办麵粉廠能夠帶來鉅利；而且，清朝在签订《马关条约》後面臨更大的民族危机，他們希望藉興辦实业來救国。兩人遂與剛卸任的官員朱仲甫協商此事；朱仲甫雖然已卸任，但他靠當官而賺得的财物颇多，對建設麵粉廠的構想予以支持。三人磋商後決定集资3.9万两銀，分成十三股，荣氏兄弟兩人各认一股，朱仲甫认五股，荣瑞馨等人合共认六股；朱仲甫將担任麵粉廠总经理，荣德生則担任经理，厂址訂於京杭大運河无锡河段与梁溪河的交匯之處附近。器材方面，荣宗敬在上海透過洋行採購了四台法國製石磨、兩道麦筛、兩道粉筛、一台60匹马力发动机。麵粉廠在1902年2月投入生产，称為保兴面粉厂，是无锡首家面粉厂。

### 建厂至抗戰前的發展

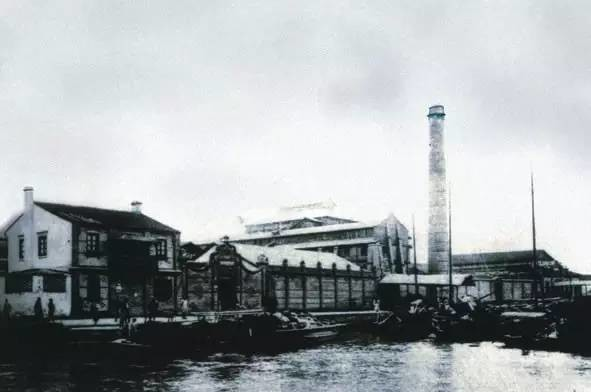
1915年的茂新麵粉廠

建厂之初，保兴面粉厂小规模地機器生产面粉，平均每天生产300包，厂內只有30多名工人；而且，面粉厂剛剛开业，难以打开市场，產品销情不佳。1903年，朱仲甫認為茂新面粉厂既辛勞、又沒有大利可圖，把股份併给荣氏兄弟。荣德生推出多種优惠来吸引消费者，又聘請交情廣博的王尧臣、王禹卿兄弟推销产品，終於成功在中國北方打开销路。此後，荣氏兄弟又把面粉厂的规模擴大，更名为茂新面粉厂，又添置六台英國制18英吋钢磨，仿造英制的粉筛、麦筛等配套机器。
日俄战争在1904年爆发後，茂新面粉厂把面粉運到中國東北地區銷售，一年後賺得6.6万两銀的盈利；但是，外國面粉在1906年大量湧入中國，造成傾銷現象，令茂新面粉厂在1907年至1909年损达了三、四万两銀。於是，荣氏兄弟添置了12部先进的美國製钢磨、以及配套机器，以提升面粉质量，又开拓销售渠道，開创「兵船」商标；面粉厂在1910年日均生产2,500包面粉，生产规模扩大三倍，產品销路转好，在1911年获得厚利。
第一次世界大战在1914年爆发後，欧洲交战国的粮食产量急劇下降，需要從国外购粮，中國由進口面粉转为输出面粉；荣氏兄弟把握时机，再次為面粉厂增添设备，令面粉厂的日均面粉产量上升至5,000包。茂新面粉厂不断扩充生产设备，又通過抢先採购新麦來维持生产，並著重提升产品质量、配合顾客心理。1916年起，荣氏兄弟通过租赁或购买其他面粉厂的方式，在无锡新設了四家麵粉廠（其中兩家後來被原業主收回，首家新設的麵粉廠稱為「茂新二厂」，最早建立的麵粉廠則更名為「茂新第一面粉厂」，即「茂新一廠」），也在其他中國城市設廠。到了1924年後，兵船牌面粉已在中國內外變得知名，對抵制外國面粉的冲击有幫助，並輸出到东南亚和欧美地區。
1926年，茂新二厂發生火災而焚毁，翌年重建；生產设备在重建有所更新，帶來业务上升，日均面粉产量从1,700袋增至10,000袋。1928年，大日本帝國製造济南惨案，中国民眾抵制日本面粉，同时江苏省和安徽省出現小麦丰收；无锡兩家茂新面粉厂（茂新一厂、茂新二厂）趁機擴大生产，年终获利合共超過53万余元。1929年，国民政府受日方施压，禁止從南方運送面粉到北方，令茂新面粉厂出現经营困难。
1932年，无锡兩家茂新面粉厂的资金合共超過110万元。但是，茂新與其他荣氏企业面臨繁重的捐税、以至世界经济危机，債務問題嚴重；荣宗敬曾向中華民國實業部请求救济，實業部卻試圖以低价把荣氏企业据为己有，受舆论掣肘而未果。

### 戰火波及與後期發展

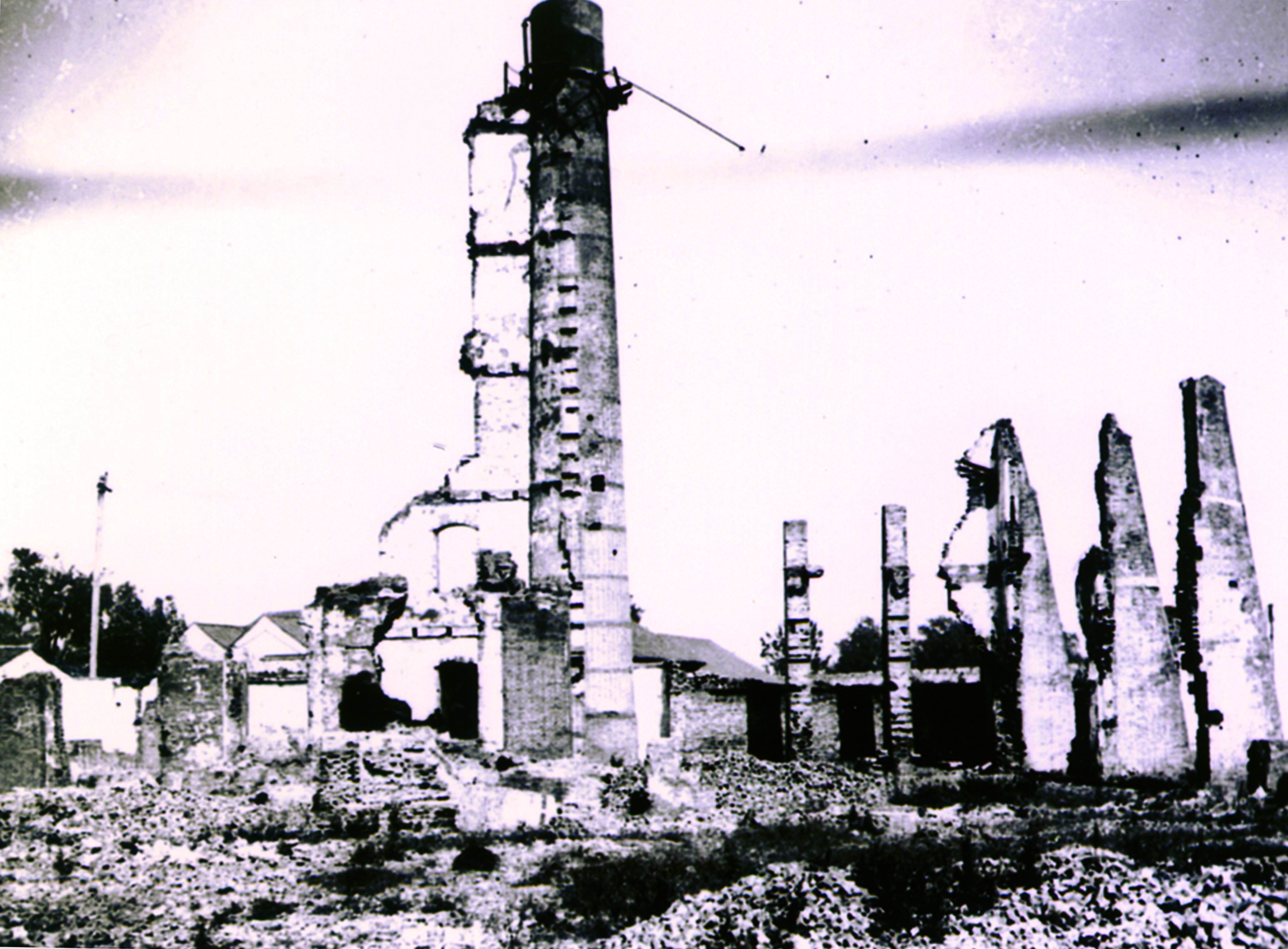
被日軍炸燬的茂新面粉厂

1937年，中國抗日战争全面爆发；不少由荣氏兄弟经营的企业均未及向内地迁移，因而受战火波及。茂新一厂在1937年被日軍戰機轰炸而燬；茂新二厂存有的面粉遭到抢劫，损失180万元。由於旗下企业损失慘重，荣宗敬曾參與日本策划成立的上海市民协会，以圖振興企业，但後來因他人勸阻而停止參與；荣德生亦曾拒絕與日本人合作营運茂新二厂。
抗日战争完結後，荣德生积极恢复茂新一厂，命其子荣毅仁負責主持重建工作；重建工程始於1946年，由华盖建筑师事务所的建筑师童寯设计，在1948年完成，荣毅仁此後出任该厂的总经理。另一邊廂，茂新二厂在战時被日商租用，抗战胜利後被国民政府的人員當作敌产接收；荣德生交涉超過三个月後成功收回，並聘请李风哄擔任总工程师，负责恢复茂新二厂。1947年，茂新面粉厂与上海數家大型面粉厂合作，建立「五厂公证」同业联营组织，在中華民國粮食部的支持下垄断小麦采购、操纵面粉销售。
中華人民共和國成立後，茂新一厂和二厂合二為一，並改為公私合营。1961年（三年困難時期期間），由於农业减产問題，茂新二厂的生产设备在江苏省粮食厅的指令下无偿撥予徐州面粉厂，原有的厂房則交給国营559厂（現江苏湖北光电有限公司）接管。1966年，茂新第一面粉厂改为国营企业，易名「无锡市第一面粉厂」。1971年起，面粉厂的生产任务不足，转為生产晶体管和粮食机械；1980年，面粉加工任务随着农业发展而回升，面粉厂翌年生产了83,791吨面粉。随着中國推行改革开放，面粉厂在1984年下半年起可以自行採购议价原料、自行銷售议价成品（前提是要完成国家指定的加工任务），並恢复「茂新面粉厂」的舊厂名。1990年代，茂新面粉厂恢复使用「兵船」商标，銷情甚佳。

### 衰落和結業
自從中華人民共和國成立以來，茂新面粉厂一直是中國粮食业的龙头企业。但是，随着各個小麦出产地均不断興建面粉厂，无锡粮食加工业优势漸失，逐步從市场退出。2003年，茂新面粉厂关闭，但厂房较完整地保存下来，厂內的机器仍然能正常運作；「兵船」牌面粉隨之退出超市，但這商标會前保留在无锡市粮食局，將會在协商后使用。

## 結構
茂新面粉厂旧址現存的建築物包括制粉车间、小麦倉庫、面粉倉庫和办公楼。
制粉车间长52米、进深10米，主体結構樓高四层，部分結構高五层；车间的建築结构一說為钢木结构、一說為砖混结构、一說為木结构，以磚牆作承重牆體。外墙为红色清水砖墙，平頂的屋面能夠隔熱，並設有垂直的玻璃窗。车间看上來造型简洁、线条流畅，這突顯了工业建筑的特色。车间外墙旁邊有两座高九米、从英国进口的螺旋转梯，用作把包裝好的面粉从五楼滑到一楼，然后以小推车運走。這裡曾是工人生產面粉的地方，現在只留下两台磨粉机。车间前方放置了一台扬麦机及一台石磨。
小麦倉庫是一座单层的砖混结构建筑物，长56米、深10米、高约13米，北端有樓高三层、用作運輸粮食的设备；這裡共有48个麦倉，每個可存放八万斤麦子，以及用作存放已完成清理之麦子的麦间。
制粉车间西边有一座樓高三层的小楼，曾是荣毅仁办公的地方；厂长室的地板以细条柳桉木鋪設而成，裡面有橡木办公桌和镶皮椅子。

## 保護與開發
茂新面粉厂旧址在1994年1月成為无锡市文物保护单位，其後在2002年列入江苏省文物保护单位。2013年，中華人民共和國國務院印发《关于核定并公布第七批全国重点文物保护单位的通知》，把1,943座文物列為第七批全国重点文物保护单位，茂新面粉厂旧址是當中的近现代重要史迹及代表性建筑之一。无锡中国民族工商业博物馆以茂新面粉厂原有的建築物為基礎，始建於2005年，在2007年2月15日完工并对外开放；博物馆收藏了茂新面粉厂的营业执照、账本、股票、广告、合同等资料，展示机器和办公设备等實物，並重現了面粉制作过程、厂長辦公場景，從而向参观者介紹中國民族工商业史。